# حرس الحدود الياباني
حرس الحدود الياباني (باليابانية: 海上保安庁)  هي خفر السواحل التابعة من وزارة الأراضي والبنية التحتية والنقل والسياحة اليابانية، وهي المسؤولة عن حماية الحدود اليابانية البحرية، تأسس حرس الحدود سنة 1948م والتي كانت تسمى في السابق وكالة السلامة البحرية (Maritime Safety Agency).